# Cleopatra Records
Cleopatra Records es una discográfica independiente con sede en Los Ángeles, Estados Unidos.

## Historia
Fundada en 1992 por Brian Perera, está especializada en hard rock, rock gótico, deathrock y heavy metal. Es principalmente conocida por sus álbumes recopilatorios, normalmente colecciones de versiones tocadas por bandas que tienen contrato con la discográfica.
En la mitad de los años 1990, Cleopatra lanzó álbumes de tributo para banda góticas, de hard rock, heavy metal e industrial como The Cure, Siouxsie And The Banshees, Christian Death y New Order. Otras bandas fueron AC/DC y Pink Floyd.

### Artistas notables
- Gary Numan
- Electric Hellfire Club
- Switchblade Symphony
- Leæther Strip
- X Marks the Pedwalk
- Mephisto Walz
- Kill Switch...Klick
- Information Society
- Heaven 17
- Download
- Rozz Williams (Christian Death)
- Missing Persons
- Razed In Black